# 天主教巴卡巴尔教区
天主教巴卡巴爾教區（拉丁語：Dioecesis Bacabalensis），是巴西一個天主教教區，位於馬拉尼昂州中部，包括廿七市，屬馬拉尼昂的聖路易斯總教區。
教區成立於1968年6月22日。2012年有教友499,500人，佔總人口92.2%。有十六個堂區、司鐸三十四人。現任教區主教為阿曼多·瑪爾定·古鐵雷斯。